# Galeodes perotis
Galeodes perotis es una especie de arácnido  del orden Solifugae de la familia Galeodidae.

## Distribución geográfica
Se encuentra en Camerún.